# Linus Obexer
Linus Obexer (sinh ngày 5 tháng 6 năm 1997) là một cầu thủ bóng đá người Thụy Sĩ hiện tại thi đấu ở vị trí hậu vệ trái cho Neuchâtel Xamax theo dạng cho mượn từ BSC Young Boys tại Giải bóng đá vô địch quốc gia Thụy Sĩ.

## Sự nghiệp câu lạc bộ
Obexer là một sản phầm trẻ từ BSC Young Boys. Anh ra mắt tại Giải bóng đá vô địch quốc gia Thụy Sĩ vào ngày 12 tháng 5 năm 2016 trước FC St. Gallen